# 碧雲荘
碧雲荘（へきうんそう）は、日本の実業家である二代目野村徳七（野村銀行（後の大和銀行、現在のりそな銀行）の設立、野村證券の設立に尽力）が、大正時代から昭和時代にかけて京都市・南禅寺境内の1万7300平方メートルの敷地に築造した数寄屋造りの別邸。南禅寺界隈別荘の一つ。「野村碧雲荘」とも呼ばれる。
野村銀行の設立と同年の1918年（大正7年）より使用開始。2006年12月19日、国の重要文化財に指定された。

## 概要
北村捨次郎らの設計による、数寄屋造りの高度な技法を凝らして作られた建築物と、近代日本庭園の先駆者である小川治兵衛とその長男、保太郎が作った美しい庭園がある。大正時代から建築が始まり、昭和3年（1928年）頃に完成した。
邸園内に、酒船石遺跡の関連遺構と考えられる「出水酒船石」が移設されている。
2024年現在、通常時は一般には非公開で、野村證券の大口顧客などに限って訪問が許されている。2010年7月にはスティーブ・ジョブズが同地を訪れている。一般向けには、2007年（平成19年）より4年に一回のペースで見学会が実施されているが、2020年（令和2年）の見学会では90人の枠に1500人強が申し込むなど、非常に高い競争率となっている。

## 所有
築造当初より旧野村銀行である大和銀行（現りそな銀行）が100％保有してきた。1994年（平成6年）に大和銀行の資産整理の一環で、所有権のうち60％を旧野村財閥グループ各社へ売却。その結果、大和銀行100％→大和銀行40％、野村證券が40%、東京生命が10％、野村殖産が10％を保有することとなる。
東京生命の破綻後、東京生命の持分は野村殖産へ（20％）、その後りそな銀行となった大和銀行は2003年（平成15年）に自己保有分40％を野村證券へ譲渡し持分がゼロとなる。現在は野村ホールディングスが80％、野村殖産が20％を保有している。
なお野村殖産は、旧野村財閥に由来する不動産等の資産を管理する旧野村財閥に源流を持つ直系の会社であり、大和銀行や野村證券などのグループ会社ではない。
近隣の野村美術館も野村殖産が管理している。

## 文化財
以下の17棟と土地が国の重要文化財に指定されている。
- 大玄関及び能舞台（東面車寄、西面渡廊下、北面便所付属、南面東端塀、北面東端門及び塀付き）（附:去来門、供待）
- 大書院（西面渡廊下付属）
- 中書院
- 洋室及び書斎（東面渡廊下付属）
- 廊下蔵（南面廊下付属）
- 旧館（北泉居）（西面門、南突出部西面門及び塀付き）
- 台所蔵
- 西門及び事務所（北面東端門付き）
- 大黒堂
- 不老門（左右袖塀付き）
- 龍頭軒（附:渡廊下、便所）
- 花泛亭
- 待月軒（附:便所）
- 露（田舎家）
- 羅月及び蘆葉舟
- 巽蔵（西面物置及び北面蔵前付属）（附:詰所）
- 東門（左右袖塀付き）
- 土地 17,339.35m2（石垣、南門、北門、旧館南側門、迎仙橋、西門前水路、塀を含む）